# Paroisse de Chatham
Cet article concerne la localité canadienne. Pour l'ancienne ville, voir Chatham (Nouveau-Brunswick). Pour les autres significations, voir Chatham.
La paroisse de Chatham est à la fois une paroisse civile et un ancien district de services locaux (DSL) canadien du comté de Northumberland, à l'est du Nouveau-Brunswick. Dans le cadre de la réforme de la gouvernance locale du 1er janvier 2023, le DSL a été annexé au district rural du Grand Miramichi.

## Toponyme
La paroisse de Chatham est nommée d'après l'ancienne ville de Chatham, qui en faisait autrefois partie.

## Géographie

### Géologie
Le sous-sol de Chatham est composé principalement de roches sédimentaires du groupe de Pictou datant du Pennsylvanien (entre 300 et 311 millions d'années).

### Villages et hameaux
La paroisse de Chatham comprend les parties nord des hameaux de Upper Nappan, Centre Nappan et Lower Nappan. Il comprend aussi un hameau à la plage Murdoch.

## Histoire
La paroisse de Chatham est située dans le territoire historique des Micmacs, plus précisément dans le district de Sigenigteoag, qui comprend l'actuel côte Est du Nouveau-Brunswick, jusqu'à la baie de Fundy.
En 1825, la paroisse de Chatham est l'un des endroits les plus touchés par les Grands feux de la Miramichi, qui dévastent entre 10 000 km2 et 20 000 km2 dans le centre et le nord-est de la province et tuent en tout plus de 280 personnes,.
L'école élémentaire de Napan est inaugurée en 1962.
La municipalité du comté de Northumberland est dissoute en 1966. La paroisse de Chatham devient un district de services locaux en 1967.

## Démographie
| 2001 | 2006 | 2011 | 2016 |
| ---- | ---- | ---- | ---- |
| 519  | 502  | 522  | 511  |

## Économie
Entreprise Miramichi, membre du Réseau Entreprise, a la responsabilité du développement économique.

## Administration

### Comité consultatif
En tant que district de services locaux, la paroisse de Chatham est en théorie administrée directement par le Ministère des Gouvernements locaux du Nouveau-Brunswick, secondé par un comité consultatif élu composé de cinq membres dont un président. Il n'y a actuellement aucun comité consultatif.

### Commission de services régionaux
La paroisse de Chatham fait partie de la Région 5, une commission de services régionaux (CSR) devant commencer officiellement ses activités le 1er janvier 2013. Contrairement aux municipalités, les DSL sont représentés au conseil par un nombre de représentants proportionnel à leur population et leur assiette fiscale. Ces représentants sont élus par les présidents des DSL mais sont nommés par le gouvernement s'il n'y a pas assez de présidents en fonction. Les services obligatoirement offerts par les CSR sont l'aménagement régional, l'aménagement local dans le cas des DSL, la gestion des déchets solides, la planification des mesures d'urgence ainsi que la collaboration en matière de services de police, la planification et le partage des coûts des infrastructures régionales de sport, de loisirs et de culture; d'autres services pourraient s'ajouter à cette liste.

### Chronologie municipale

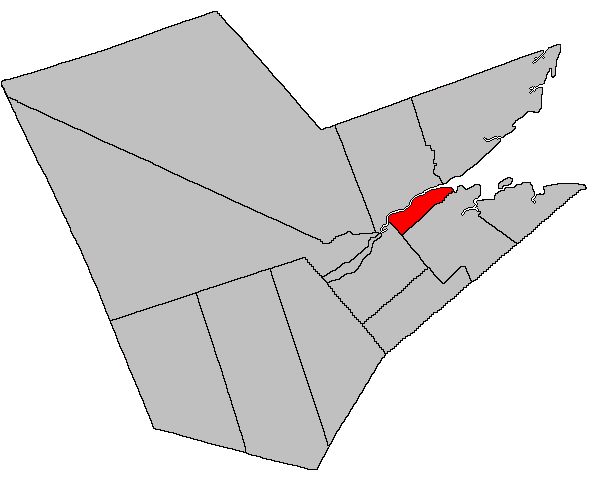
Situation sur une carte des paroisses civiles du comté de Northumberland (certains DSL et municipalités ne sont donc pas montrés).

### Représentation et tendances politiques
Nouveau-Brunswick: La paroisse de Chatham fait partie de la circonscription provinciale de Miramichi—Baie-du-Vin, qui est représentée à l'Assemblée législative du Nouveau-Brunswick par Bill Fraser, du Parti libéral. Il fut élu en 2006 et réélu en 2010.
 Canada: La paroisse de Chatham fait partie de la circonscription électorale fédérale de Miramichi, qui est représentée à la Chambre des communes du Canada par Tilly O'Neill-Gordon, du Parti conservateur. Elle fut élue lors de la 40e élection fédérale, en 2008.

## Vivre dans la paroisse de Chatham
Le détachement de la Gendarmerie royale du Canada le plus proche est situé à Sunny Corner. Le bureau de poste le plus proche est quant à lui à Miramichi.
Les anglophones bénéficient du quotidien Telegraph-Journal, publié à Saint-Jean et de l'hebdomadaire Miramichi Leader, publié à Miramichi. Les francophones bénéficient quant à eux du quotidien L'Acadie nouvelle, publié à Caraquet, ainsi que de l'hebdomadaire L'Étoile, de Dieppe.